# 拝島村
拝島村（はいじまむら）とは、神奈川県、東京府、東京都北多摩郡にかつて存在した村である。現在の昭島市の西部に位置する。昭島市の地名（拝島町）として現存する。

## 歴史

### 沿革
- 1889年（明治22年）4月1日 - 町村制の施行に伴い、神奈川県北多摩郡郷地村、福島村、築地村、中神村、宮沢村、大神村、田中村、上川原村、拝島村が町村組合を結成し、中神村外八ヶ村組合が発足。
- 1893年（明治26年）4月1日 - 東京府へ移管。
- 1902年（明治35年）4月1日 - 中神村外八ヶ村組合から独立。残部は中神村外七ヶ村組合となる。
- 1943年（昭和18年）7月1日 - 東京都制施行。
- 1954年（昭和29年）4月1日 - 旧中神村外七ヶ村組合の区域からなる昭和町と合併し、昭島市を新設。同日拝島村廃止。

## 歴代村長
- 秋山朝三郎：1902年4月 - 1913年2月
- 宮岡興吉：1913年3月 - 1916年3月
- 小林悦次郎：1916年4月 - 1921年9月
- 小山藤五郎：1922年5月 - 1927年5月
- 雨宮清一：1927年6月 - 1929年3月
- 和田清秋：1929年8月 - 1933年6月
- 田中健一郎：1933年8月 - 1938年3月
- 和田清秋：1938年3月 - 1946年1月
- 細井太七：1947年4月 - 1954年4月

## 交通

### 鉄道
- 国鉄（現JR東日本）
  - 青梅線：拝島駅
  - 五日市線：拝島駅
  - 八高線：拝島駅

西武拝島線は自治体合併後の1968年に開業。

### 道路
- 奥多摩街道

## 名所・旧跡
- 玉川上水